# Філіппово (Гагарінський район)
Філіппово (рос. Филиппово) — присілок Гагарінського району Смоленської області Росії. Входить до складу Родомановського сільського поселення.
Населення — 6 осіб. 